# Hi69
Hi69（ヒロキ、1981年12月13日 - ）は、日本の男性プロレスラー。本名：田辺 裕喜（たなべ ひろき）。岩手県盛岡市出身。プロレスリング・ノア所属。血液型B型。

## 経歴
2000年
- プエルトリコ時代のKAIENTAI DOJOに入門。
- 11月19日、カメリオアリーナでHi69として対ヤス・ウラノ戦でデビュー。

2002年
- 4月20日、ディファ有明で開催されたK-DOJOの旗揚げ戦に合わせて日本に逆上陸してユニット「Nudy Rave」を結成。

2004年
- 4月25日、「CLUB-K SUPER ev.3」にてTAKAみちのくに勝利。
- 「STRONGEST-Kトーナメント」では決勝戦に進出。
- 7月3日、「STRONGEST-K TOUR FINAL」で真霜拳號を撃破して「CHAMPION OF STRONGEST-K」の初代王者となる。

2006年
- 4月5日をもってKAIENTAI DOJOを退団。フリーとしてアパッチプロレス軍に主戦場を移すと正規軍を裏切り、佐々木貴が率いる「たかし軍団」に入る。以後、アパッチ、大日本プロレスを中心に活動することになった。
- 12月25日、新木場1stRING大会でのデスマッチトーナメントでの佐々木貴との対戦を機に「たかし軍団」からの離脱を宣言。

2007年
- 1月8日、GENTAROとのタッグを組むことを表明。GENTAROも、邪道と外道のタッグを目標にすることを条件に了承して正式に結成。
- GENTAROとのコンビにジ・ウィンガーが合流する形でデスマッチ否定派閥「パルプパックス」を結成して非デスマッチ宣言をする。
- 10月11日、新日本プロレスのLOCK UP豊橋大会にて石井智宏の仕掛けた技により、怪我をする。診断は胸椎骨折と脱臼という重傷を負ってしまう（石井のパワーボムをフランケンシュタイナーに切り返そうとしたが石井が、そのままパワーボムを仕掛けたため）。この事態を知った金村キンタローはTAKAみちのくをはじめとする各プロレスラーとプロレス団体に呼びかけて11月12日、新木場1stRING大会を「Hi69 AID」として開催。売上金をHi69とBADBOY非道の手術と療養費用に当てると発表。その後は岩手で療養生活を送ることとなる。

2008年
- 療養中に金村キンタローの強制猥褻事件が発覚

2009年
- 8月8日、所属していた第1次アパッチプロレス軍が解散。フリーとなる。

2010年
- 2月14日（K-DOJO千葉大会開始前）、TAKAみちのく、佐々木貴が同席して4月2日、K-DOJO後楽園ホール大会で復帰することを発表。今後はKAIENTAI DOJOとプロレスリングFREEDOMSを主戦場に活動する方針とリングネームをHIROKIに改名。後日、復帰戦のカードが、HIROKI&MIYAWAKI vs TAKAみちのく&ヤス・ウラノ（HIROKI側のオーダーとしてTAKAとの対戦と1期生をお互いのパートナーとしたタッグマッチとすることを希望）に決定。
- 4月6日、K-DOJOに続いてFREEDOMSでの復帰戦を実施（対佐々木貴戦）。
- 5月26日、FREEDOMS新木場で休業の原因を作った石井智宏と対戦して敗れる。

2014年
- 9月5日、リングネームをHi69に戻した。

2016年
- 4月17日、KAIENTAI-DOJO後楽園ホール大会にてタンク永井の保持するCHAMPION OF STRONGEST-Kに挑戦。敗戦するもバルコニーからストゥーカスプラッシュを放つなどの大激戦を繰り広げる。
- 12月9日、プロレスリング・ノアに参戦。

2017年
- 1月、ノアに定期参戦。石森太二とタッグチーム「XX（ダブルエキス）」を結成。2月18日にGHCジュニアヘビー級タッグ王座を戴冠。
- 7月1日、ノアに入団[2]。

2019年
- 12月14日、ユニット「金剛」に参加。同時に リングネームを仁王に改名。

2022年
- 4月29日の両国国技館大会で、覇王と敗者リングネーム剥奪＆髪切りマッチで対戦。敗退し、髪を失い、リングネームを元の「Hi69」に戻すことになった[3][4][5]。

2024年
- 1月2日、有明アリーナにて潮崎豪が結成した『TEAM NOAH』に加入[6]。
- 2月15日のNOAH後楽園大会にてTAKAみちのくとシングル戦を行い敗戦。みちのくドライバーを封印することを宣言した。
- 8月12日、持病の黄色靱帯骨化症の手術のため、長期欠場することを発表[7]。

2025年
- 6月3日の後楽園ホール大会にて、デビュー20周年を迎えて師匠スペル・デルフィンと一騎打ちするTEAM NOAHの仲間である小峠篤司のセコンドとして来場。およそ1年ぶりにファンの前に姿を見せた[8]。

## 得意技

### フィニッシュ・ホールド
スーパー・ダンス
コーナー最上段からマットに寝ている相手に対し、自分の体を横捻りをしながら後方宙返りして、相手の上に落下する技。カンクーン・トルネードと同型。
ストゥーカ・スプラッシュ
コーナー最上段からマットに寝ている相手に対し、自らの両腕を体側にそろえた状態でジャンプするダイビング・ボディ・プレス。落下寸前に両腕を前にまっすぐ伸ばす。筑前りょう太の「まっすぐとぶばい」と同型。
トランス・レイヴ
キャリア初期からの得意技。尻餅をついている相手の顔面に、助走をつけて自身の片足を振り抜くように前へ振り出し、膝の内側あたりを相手の顔面に叩き込む。
直角型トランス・レイヴ
前屈みの相手に向かって走り込んでいき、自身の背中を後ろに傾けながら片足を振り上げ、相手の顔面に下から突き上げるような膝蹴りを叩き込む。
みちのくドライバーβ（ベロ）
みちのくドライバーIIの改良で、師・TAKAみちのくの技。ここ一番で使う秘密兵器。立っている相手の斜め後ろから相手を後ろののけ反らして、相手の頭部を脇に抱える。もう一方の手で相手のタイツを掴んで、相手を逆さまになるように持ち上げる。持ち上げたあと、タイツを掴んだ手を相手の股を掴むように持ち替え、みちのくドライバーIIの体制で相手を叩き落とす。

### 投げ技
みちのくドライバーII
師・TAKAみちのくの技。ボディスラムの状態で抱え上げ、そのまま自分の両足を開脚しながらジャンプして、尻餅をついて着地すると同時に、相手を後頭部から背面からマットに叩き落とす。
マハラジャ
　変形のデスバレー・ボム。

### フォール技
ルミカ
丸め込み技。立っている相手の横から、相手を前屈みにさせると同時に、相手の片腕を自らの片足の膝裏に挟み込み、さらに相手の片足の内側に自身の片足を引っ掛ける。そして相手のもう片方の腕を掴み、前方回転して相手を逆さにした状態でピンフォールする。トケ・デ・エスパルダスと同型。
ルミカII

### 打撃技
ヒロキック
相手の正面に立ち、相手に背中を向けるように体を捻って、自身の片足を後ろに振り上げる。反対の足を軸にして体を旋回させ、相手の顔面を振り上げた足の裏で蹴り飛ばす。
トラースキック
後ろに片足をまっすぐ伸ばして、足の裏で相手を蹴る技。

## 入場曲
- 初代 : Super Dance（HAYASHI） ※キングレコード「KAIENTAI DOJO」に収録
- 2代目 : RED ※「TRANCE RAVE BEST 9」に収録
- 3代目 : NI-OH - 仁王時代に使用

## タイトル歴
プロレスリング・ノア
- GHCジュニアヘビー級タッグ王座（第30、32、34代） - パートナーは石森太二（30、32代）、田中稔（34代）

KAIENTAI DOJO
- CHAMPION OF STRONGEST-K王座（初代）
- UWA世界ミドル級王座（第35代）
- STRONGEST-K TAG王座（第15、27代） - パートナーは真霜拳號（15代）、火野裕士（27代）
- インディペンデントワールド世界ジュニアヘビー級王座（第16、21代）
- STRONGEST-K優勝（2004年）
- BO-SOゴールデンタッグトーナメント優勝（2014年） - パートナーは火野裕士
- K-AWARD（2004年：年間最優秀選手賞、年間最高試合賞シングルマッチ部門）（2010、2014年：年間最高試合賞タッグマッチ部門）

WMF
- WMF認定ジュニアヘビー級王座（第2代）

アパッチプロレス軍
- WEWタッグ王座（第11、22代） - パートナーは小幡優作（11代）、HASEGAWA（22代）

天龍プロジェクト
- インターナショナルジュニアヘビー級王座（第17代）
- インターナショナルジュニアヘビー級タッグ王座（第17代） - パートナーは折原昌夫

ガッツワールドプロレスリング
- GWC認定タッグ王座（第5代） - パートナーは政宗

紅白プロレス合戦
- UWA世界タッグ王座（第17代） - パートナーはヤス・ウラノ

## メディア出演

### テレビ
- プロレスKING（GAORA）

### CM
- ファイト千葉キャンペーン（CTC）